# 山中静哉
山中 静哉（やまなか しずや、1937年7月22日 - 2017年4月18日）は、日本の経営者。アキレス社長を務めた。東京都出身。

## 経歴
1954年に学習院大学政経学部を卒業し、同年に興国化学工業(のちのアキレス)に入社。1986年1月に取締役に就任し、1995年11月に常務、1999年5月に専務、2000年6月に副社長を経て、2002年6月には社長に就任。2005年6月に会長に就任。
2017年4月18日、死去。79歳没。